# Schüttorf
Schüttorf è una città 
di 12 934 abitanti della Bassa Sassonia, in Germania.
Appartiene al circondario della Contea di Bentheim ed è parte della comunità amministrativa di Schüttorf.

## Storia
Dal novembre 2011 vi è stato incorporato l'ex-comune di Suddendorf.